# Auburn (Maine)
Auburn è un comune degli Stati Uniti d'America, capoluogo della Contea di Androscoggin, nello Stato del Maine.
Forma un'unica area metropolitana con la vicina Lewiston, da cui la separa il fiume Androscoggin.